# 赵俊 (模特)
赵俊（1981年10月22日—），女，汉族，中国演员，模特。其丈夫姚庆，丈夫的爷爷为姚依林，丈夫的二姑父为王岐山。

## 生涯
- 1999年，在世界模特精英大赛脱颖而出[比如？][具体情况如何？]。[2]
- 2000年赴香港参加春夏季服装发布会[1]。

## 参演电影
- 2005年出演电影《美女也愁嫁》饰演陈好的妹妹。[2]

## 家族
- 丈夫：姚庆（1976年10月26日－）[3]。
  - 女儿：姚蓉。
- 丈夫爷爷：姚依林（1917年9月6日－1994年12月11日），第十三届中共中央政治局常委。
- 丈夫奶奶：洪寿子（1918年－2007年）。
  - 丈夫大姑：姚明瑞（1945年－2009年9月26日），中华人民共和国对外贸易经济合作部发展司调研员[4]。
    - 丈夫大姑夫：孙凤山（1948年8月6日－）。

  - 公公：姚明伟（1947年2月－2001年10月30日），中国机械工业联合会党委书记兼会长[5]。
  - 丈夫二姑：姚明珊（1949年1月11日－）。
    - 丈夫二姑父：王岐山（1948年7月19日－），第十八届中共中央政治局常委。
      - 表妹：孙瑶（1981年－）。

  - 丈夫三姑：姚明端（1950年11月28日－）。
    - 丈夫三姑夫：孟学农（1949年8月－），前山西省省长，前北京市市长[6][7]。